# Матчанов Назар Маткарімович
Назар Маткарімович Матчанов (1 січня 1923, місто Хіва, тепер  Хорезмської області, Узбекистан — 30 липня 2010, місто Ташкент, Узбекистан) — радянський діяч, голова Президії Верховної ради Узбецької РСР, секретар ЦК КП Узбекистану, 1-й секретар Бухарського обласного комітету КП Узбекистану. Член Бюро ЦК КП Узбекистану в 1965—1978 роках. Член ЦК КПРС у 1971—1981 роках. Депутат Верховної ради Узбецької РСР. Депутат Верховної ради СРСР 7—9-го скликань, заступник голови Президії Верховної ради СРСР у 1970—1978 роках. Доктор ветеринарних наук (1969), професор (1971).

## Життєпис
Народився в родині кустаря. З 1943 року працював завідувачем ветеринарного пункту, завідувачем ветеринарної лікарні.
У 1949 році закінчив Узбецький (Самаркандський) сільськогосподарський інститут.
Член ВКП(б) з 1949 року.
У 1949—1952 роках — головний ветеринарний лікар районного сільськогосподарського відділу Узбецької РСР.
У 1952—1959 роках — начальник ветеринарного відділу Бухарського обласного управління сільського господарства; начальник ветеринарного відділу Наманганського обласного управління сільського господарства; начальник ветеринарного управління Міністерства сільського господарства Узбецької РСР.
У 1959—1960 роках — заступник міністра сільського господарства Узбецької РСР.
У 1960—1961 роках — секретар Бухарського обласного комітету КП Узбекистану.
У 1961 році — голова виконавчого комітету Бухарської обласної ради депутатів трудящих.
30 серпня 1961 — травень 1962 року — заступник голови Ради міністрів Узбецької РСР.
У травні 1962 — березні 1965 року — 1-й секретар Бухарського обласного комітету КП Узбекистану.
3 березня 1965 — 25 вересня 1970 року — секретар ЦК КП Узбекистану.
25 вересня 1970 — 20 грудня 1978 року — голова Президії Верховної ради Узбецької РСР.
З грудня 1978 року — персональний пенсіонер союзного значення в місті Ташкенті.
У грудні 1978 — 1989 року — директор Інституту зоології та паразитології Академії наук Узбецької РСР.
У 1989—1991 роках — головний науковий співробітник лабораторії гельмінтології Інституту зоології та паразитології Академії наук Узбецької РСР.
Помер 30 липня 2010 року в місті Ташкенті.

## Нагороди
- три ордени Леніна (1971, 1973, 1976)
- орден Трудового Червоного Прапора (1965)
- орден «Знак Пошани» (1958)
- медалі